# Sugarfoot
Sugarfoot (Brasil: Talhado em Granito ) é um filme norte-americano de 1951, do gênero faroeste, dirigido por Edwin L. Marin e estrelado por Randolph Scott e Adele Jergens.

## Sinopse
Jackson Redan lutou nas fileiras confederadas durante a Guerra de Secessão, na qual ganhou o apelido de Sugarfoot. Agora começa vida nova no Arizona, onde acaba por incorrer na ira dos grandes proprietários Jacob Stint e Asa Goodhue, com quem já tinha uma rixa desde os tempos da guerra. Ele consegue uma importante aliada na pessoa de Reva Cairn, cantora do saloon local. Recebe também $5,000 do comerciante Don Miguel Wormser para cobrir despesas com compra e venda de produtos na cidade de La Paz. Mas cai em uma emboscada e é roubado. Don Miguel lhe dá outros $5,000 e desta vez Sugarfoot contrata o velho minerador Fly-up-the-creek Jones para ajudá-lo. Jones ensina a ele várias lições de como sobreviver no Velho Oeste, uma terra inóspita e bravia, onde estão sujeitos a ataques de apaches e outros inconvenientes.

## Elenco
| Ator/Atriz       | Personagem                |
| ---------------- | ------------------------- |
| Randolph Scott   | Jackson 'Sugarfoot' Redan |
| Adele Jergens    | Reva Cairn                |
| Raymond Massey   | Jacob Stint               |
| S.Z. Sakall      | Don Miguel Wormser        |
| Robert Warwick   | J. C. Crane               |
| Arthur Hunnicutt | Fly-Up-the-Creek Jones    |
| Hugh Sanders     | Asa Goodhue               |
| Hope Landin      | Mary                      |
| Hank Worden      | Johnny-Behind-the-Stove   |
| Gene Evans       | Billings                  |